# Alentours
Alentours è un album in studio del gruppo cileno Quilapayún pubblicato nel 1980.

## Descrizione
Questo disco, il cui titolo in francese è traducibile con "dintorni", è costituito da 2 brani già editi e da altri 8 tra inediti e nuove versioni di brani pubblicati in precedenza. Raccoglie e cerca di mostrare una serie di produzioni atipiche dei Quilapayún che qui mostrano aspetti meno noti della loro poetica artistica. 
Sono qui presenti una serie di canzoni arrangiate per orchestra da Pierre Rabath, con il quale coltivarono in quegli anni la curiosità verso l'unione delle loro canzoni e del loro stile musicale con le sonorità dell'orchestra classica. Troviamo quindi brani già pubblicati, ma qui presenti con il nuovo arrangiamento (Mi Patria e Patria de multitudes, originariamente nell'album Patria), La vida total (qui nella stessa versione del disco Umbral, primo esempio della loro collaborazione con Rabath) e l'inedito Quand les hommes vivront d'amour.
Troviamo poi alcune canzoni nelle quali il gruppo si confronta con altre lingue e culture: l'Africa vista dall'America Latina dell'inedito Canto negro, la Francia di Quand les hommes vivront d'amour e anche di La valse de Colombes (brano dedicato al comune vicino a Parigi dove vivevano in esilio), la Germania di Solidaritätslied (canzone scritta da Brecht per il film Kuhle Wampe), la Cuba di Oguere e l'inedita versione in inglese di Te recuerdo Amanda.
Il progetto di questo disco nasce in parallelo e in conseguenza con la partecipazione del gruppo come ospite principale del programma televisivo francese Le Gran Echiquier, nel quale lavorava Pierre Rabath. Nove dei dieci brani del disco utilizzano gli arrangiamenti pensati per questo programma o sono stati per la prima volta eseguiti in questo contesto.

## Edizioni
Questo album è stato pubblicato, in formato LP, nel 1980 con il marchio DICAP (cod.2C 070-63.688), ma è di fatto una produzione della EMI Pathé Marconi. Non è mai stato ristampato, ma alcune delle sue tracce sono state inserite, come bonus track, nelle versioni in CD degli album Patria e Umbral.

## Tracce
1. Mi Patria (versione orchestrale) – 3:36 (testo: Fernando Alegría – musica: Eduardo Carrasco)
2. Canto negro (inedito) – 3:13 (testo: Nicolás Guillén – musica: Eduardo Carrasco)
3. La vida total – 4:45 (testo: Patricio Manns – musica: Eduardo Carrasco)
4. La valse de Colombes – 2:16 (musica: Eduardo Carrasco)
5. Patria de multitudes (versione orchestrale) – 3:54 (testo: Hernán Gómez – musica: Eduardo Carrasco)
6. Quand les hommes vivront d'amour (inedito) – 3:09 (Raymond Lévesque)
7. Oguere (inedito) – 3:47 (tradizionale cubano)
8. Te recuerdo Amanda (versione in inglese) – 4:27 (Víctor Jara)
9. Vamos mujer (nuova versione) – 4:01 (Luis Advis)
10. Solidaritätslied (inedito) – 3:20 (testo: Bertolt Brecht – musica: Hanns Eisler)

Durata totale: 36:28

## Crediti

### Formazione
- Eduardo Carrasco
- Carlos Quezada
- Willy Oddó
- Hernán Gómez
- Rodolfo Parada
- Hugo Lagos
- Guillermo Garcia
- Ricardo Venegas

### Collaboratori
- Pierre Rabath - arrangiamento e direzione d'orchestra (tracce 1, 3, 5, 6)
- Jean-Claude Lefevre - ingegnere del suono
- Nemesio Antúnez - copertina
- Sibylle Bergemann - fotografie